# KFUM Oslo
El KFUM Oslo es un equipo de fútbol de Noruega que milita en la Eliteserien, la primera división de fútbol en el país.

## Historia
Fue fundado el 1 de enero de 1939 en la capital Oslo como un club multideportivo son secciones en atletismo, fútbol sala y voleibol aparte de la de fútbol. Es el club deportivo que ha sido la base del desarrollo de deportistas en los suburbios de Oslo.
Por varios años el club ha vagado en las ligas amateur, básicamente entre la tercera y cuarta categoría, aunque han estado cerca del ascenso a la segunda categoría, hasta que en la temporada 2023 consiguieron el ascenso a la Eliteserien por primera vez en su historia.

## Palmarés
- Fair Play ligaen Grupo 1: 1

2015